# Liste des seigneurs puis ducs de Bourbon
Ceci est une liste des seigneurs ou sires de Bourbon, puis ducs de Bourbon à partir de 1327 (branche cadette des capétiens directs). Le titre régulier de duc de Bourbon est éteint depuis 1830.

## Première Maison de Bourbon
| Rang | Portrait | Nom                                                                                            | Règne           | Dynastie           | Notes | Armoiries |
| ---- | -------- | ---------------------------------------------------------------------------------------------- | --------------- | ------------------ | --- | --------- |
| 1    |          | Aymar (894, ? – 953, ?) mort à 59 ans                                                          | 915 – 953       | Bourbon-Archambaud | Il vivait sous le règne de Charles le Simple qui lui donne en 915 quelques fiefs sur les bords de l'Allier dans ce qui deviendra le Bourbonnais au fil des conquêtes de ses successeurs. Fondateur du prieuré de Souvigny |           |
| 2    |          | Aymon Ier (v.920, ? – v.959, ?) mort à 39 ans environ                                          | 953 – 959       | Bourbon-Archambaud | Fils d'Aymar de Bourbon et d'Ermengarde, cité en 950, 953 et 954. |           |
| 3    |          | Archambaud Ier le Franc (v.940, ? – 990, ?) mort à 60 ans environ                              | 959 – 990       | Bourbon-Archambaud | Fils d'Aymon Ier, il épouse Rothilde de Brosse, fille de Raoul de Brosse. |           |
| 4    |          | Archambaud II le Vert ou le Vieux (v.970, ? – 1034, ?) mort à 64 ans environ                   | 990 – 1031 1034 | Bourbon-Archambaud | Fils d'Archambaud Ier et de Rothilde de Brosse. |           |
| 5    |          | Archambaud III du Montet ou le Blanc ou le Jeune (v.1000, ? – v.1078, ?) mort à 78 ans environ | 1034 – v.1078   | Bourbon-Archambaud | Fils d'Archambaud II. |           |
| 6    |          | Archambaud IV le Fort (v.1030, ? – 1095, ?) mort à 65 ans environ                              | v.1078 – 1095   | Bourbon-Archambaud | Fils d'Archambaud III. |           |
| 7    |          | Archambaud V le Pieux (v.1050, ? – 1096, ?) mort à 46 ans environ                              | 1095 – 1096     | Bourbon-Archambaud | Fils d'Archambaud IV. |           |
| 8    |          | Archambaud VI le Pupille (v.1090, ? – 1116, ?) mort à 26 ans environ                           | 1096 – 1116     | Bourbon-Archambaud | Fils d'Archambaud V. |           |
| 9    |          | Aymon II Vaire Vache (1055, ? – 1120, ?) mort à 65 ans                                         | 1116 – 1120     | Bourbon-Archambaud | Fils du seigneur Archambaud IV, frère du seigneur Archambaud V et oncle du seigneur Archambaud VI. |           |
| 10   |          | Archambaud VII (v.1100, ? – 1171, ?) mort à 71 ans environ                                     | 1120 – 1171     | Bourbon-Archambaud | Fils du seigneur Aymon II et d'Adeline de Nevers. |           |
| 11   |          | Mathilde Ire (v.1165, ? – 20 juin 1218, ?) morte à 53 ans environ                              | 1171 – 1218     | Bourbon-Archambaud | Petite-fille d'Archambaud VII. Épouse de Gaucher IV de Mâcon puis de Guy II de Dampierre |           |

## Seconde Maison de Bourbon
| Rang | Portrait      | Nom                                                                      | Règne       | Dynastie          | Notes | Armoiries |
| ---- | ------------- | ------------------------------------------------------------------------ | ----------- | ----------------- | --- | --------- |
| 12   |               | Archambaud VIII le Grand (v.1187, ? – av.1242, ?) mort à 45 ans          | 1218 – 1242 | Bourbon-Dampierre | Fils de Mathilde Ire et de Guy II de Dampierre. Il reçoit également du roi Philippe-Auguste la garde de l'Auvergne, nouvelle province intégrée au domaine royal et confisquée au comte Guy II d'Auvergne en 1213, comprenant notamment le château de Tournoël. Il est connétable de France. |           |
| 13   |               | Archambaud IX le Jeune (1205, ? – 29 janvier 1249, Chypre) mort à 44 ans | 1242 – 1249 | Bourbon-Dampierre | Ayant accompagné le roi Louis IX dans son premier voyage outre-mer, il meurt à Chypre le 22 janvier 1249, à l'âge de 44 ans. |           |
| 14   |               | Mathilde II (1234, ? – 1262, ?) morte à 28 ans                           | 1249 – 1262 | Bourbon-Dampierre | Fille d'Archambaud IX et épouse d'Eudes de Bourgogne. |           |
| 15   |               | Agnès (1237, ? – 1287, ?) morte à 50 ans                                 | 1262 – 1287 | Bourbon-Dampierre | Fille d'Archambaud IX et épouse de Jean de Bourgogne. |           |
| 16   | Dame Béatrice | Béatrice (1257, ? – 1er octobre 1310, Château-Murat) morte à 53 ans      | 1287 – 1310 | Bourbon-Bourgogne | Fille d'Agnès de Bourbon et de Jean de Bourgogne |           |

## Troisième Maison de Bourbon
| Rang | Portrait          | Nom                                                                         | Règne       | Dynastie            | Notes | Armoiries |
| ---- | ----------------- | --------------------------------------------------------------------------- | ----------- | ------------------- | --- | --------- |
| 17   | Louis le Boiteux  | Louis Ier le Grand ou le Boiteux (1279, ? – 1342, ?) mort à 63 ans          | 1310 – 1342 | Bourbon             | Sire de Bourbon (1310) puis premier duc de Bourbon (1327), comte de Clermont (1317-1322), comte de la Marche (1322-1342) Fils de dame Béatrice de Bourbon et de Robert de Clermont. |           |
| 18   | Pierre de Bourbon | Pierre Ier (1311, ? – 26 septembre 1356, Poitiers) mort à 45 ans            | 1342 – 1356 | Bourbon             | Il fit ses premières armes en 1341 sous les ordres du duc de Normandie, le futur roi Jean II de France et combattit en Bretagne, alors en pleine guerre. Il permit notamment au prétendant français Charles de Blois de prendre possession du duché. |           |
| 19   | Louis II          | Louis II le Bon (4 février 1337, ? – 10 août 1410, Montluçon) mort à 73 ans | 1356 – 1410 | Bourbon             | duc de Bourbon et d'Auvergne, Baron de Combrailles en 1400 et comte de Forez par mariage. Grand capitaine de son temps, ce prince fort sage servit avec fidélité la monarchie française pendant plus d'un demi-siècle. |           |
| 20   |                   | Jean Ier (1381, ? – 1434, Londres) mort à 53 ans                            | 1410 – 1434 | Bourbon             | Comte de Clermont (Beauvaisis) (1404), 4e duc de Bourbon et d'Auvergne (1410-1434), comte de Forez (1417). Duc d'Auvergne (Jean II, 1416-1434) et comte de Montpensier (1416-1434) par mariage Fils du duc Louis II et de la comtesse de Forez Anne Dauphine d'Auvergne (1358-1417). |           |
| 21   | Charles Ier       | Charles Ier (1401, ? – 4 décembre 1456, Moulin) mort à 55 ans               | 1434 – 1456 | Bourbon             | Charles Ier de Bourbon est fils de Jean Ier, duc de Bourbon et d'Auvergne, comte de Forez etc., et de Marie de Berry, duchesse d'Auvergne et comtesse de Montpensier. D'abord, comte de Clermont-en-Beauvaisis, il a à gérer les domaines de son père après que celui-ci a été fait prisonnier à Azincourt. |           |
| 22   | Jean II           | Jean II (1426, ? – 1488, Moulin) mort à 62 ans                              | 1456 – 1488 | Bourbon             | Sixième duc de Bourbon et d'Auvergne (Jean II) (1456-1488), duc d'Auvergne Jean III (1456-1488), comte de Clermont-en-Beauvaisis et de Forez, grand chambrier de Louis XI, connétable de France de Charles VIII (1483-1488) Fils du duc Charles Ier et d'Agnès de Bourgogne (1407-1476). |           |
| -    | Charles II        | Charles II (1433, Moulins – 13 septembre 1488, Lyon) mort à 55 ans          | 1488        | Bourbon             | Archevêque de Lyon (1444-1488), cardinal (1476-1488), duc de Bourbon et d'Auvergne (1488) (renonce volontairement au titre ducal et n'est pas compté parmi les ducs de Bourbon) Fils du duc Charles Ier et d'Agnès de Bourgogne (1407-1476), frère du duc Jean II. |           |
| 23   | Pierre II         | Pierre II (1er décembre 1438, ? – 10 octobre 1503, Moulins) mort à 64 ans   | 1488 - 1503 | Bourbon             | Alias Pierre de Beaujeu Seigneur de Beaujeu, septième duc de Bourbon et d'Auvergne (1488-1503), régent de France (1483-1491), prince des Dombes, comte de la Marche Fils du duc Charles Ier et d'Agnès de Bourgogne (1407-1476), frère des ducs Jean II de Bourbon et de Charles II de Bourbon. |           |
| 24   | Suzanne           | Suzanne (1491, ? – 1521, Châtellerault) mort à 30 ans                       | 1503 - 1521 | Bourbon             | Duchesse de Bourbon (1503-1521), comtesse de Clermont-en Beauvaisis, comtesse de la Marche, comtesse de Forez, comtesse de Gien, dame de Beaujeu, princesse des Dombes - bizarrement non décomptée numériquement dans la succession des ducs de Bourbon Fille du duc Pierre II de Bourbon. |           |
| 25   | Charles III       | Charles III (17 février 1490, Montpensier – 6 mai 1527, Rome) mort à 37 ans | 1521 - 1523 | Bourbon-Montpensier | Alias Connétable de Bourbon Comte de Montpensier (1501-1527), dauphin d'Auvergne (1501-1527), 8e duc de Bourbon et d'Auvergne (1505-1523), comte de Clermont-en Beauvaisis, comte de la Marche, de Forez et de Gien, seigneur de Beaujeu par mariage, duc de Châtellerault (1515), prince des Dombes, comte de Clermont (en Auvergne) (1498-1517) Mari de la duchesse Suzanne de Bourbon et arrière-petit-fils agnatique de Jean Ier de Bourbon. À sa mort, le Bourbonnais est rattaché à la couronne de France. |           |

## Maison de Savoie
| Rang | Portrait   | Nom                                                                                   | Règne       | Dynastie | Notes | Armoiries |
| --- | ---------- | ------------------------------------------------------------------------------------- | ----------- | -------- | --- | --------- |
| En 1521, la succession de Suzanne de Bourbon, morte sans laisser d'enfants, fut contestée par Louise de Savoie, duchesse d'Angoulême, mère du roi de France François Ier, comme lui revenant en tant que plus proche héritière de la défunte. Cette spoliation poussa le connétable de Bourbon à chercher la protection de son suzerain pour la principauté de Dombes, l'empereur Charles Quint, rival de François Ier. |            |                                                                                       |             |          | |           |
| 26 | Charles IV | Louise (11 septembre 1476, château de Pont-d'Ain – 22 septembre 1531, Grez-sur-Loing) | 1522 - 1531 | Savoie   | Mère du roi de France François Ier. Le roi lui donna l'investiture des duchés de Bourbon et d'Auvergne, des comtés de Clermont, de Forez et de la Marche, ainsi que de la seigneurie de Beaujeu le 7 octobre 1522. À sa mort, le duché revient au roi par héritage. |           |

## Maison de Valois-Angoulême
| Rang | Portrait   | Nom                                                                                             | Règne       | Dynastie         | Notes | Armoiries |
| --- | ---------- | ----------------------------------------------------------------------------------------------- | ----------- | ---------------- | --- | --------- |
| Vacance (1531-1544) : Après la mort de Louise de Savoie, le duché est réuni au domaine royal. À la suite de la trêve de Crépy-en-Laonnois, le duché est donné en apanage au dernier fils de François Ier, Charles d'Angoulême, en prévision d'un mariage avec une fille ou une nièce de l'empereur qui recevrait Milan en dot. |            |                                                                                                 |             |                  | |           |
| 27 | Charles IV | Charles IV (22 janvier 1522, Saint-Germain-en-Laye – 9 septembre 1545, Abbeville) mort à 23 ans | 1544 - 1545 | Valois-Angoulême | Fils du roi de France François Ier et de la duchesse de Bretagne Claude de France, petit-fils de Louise de Savoie. Duc d'Angoulême puis duc d'Orléans, il reçut en 1544 le duché comme apanage, mais le prince mourut peu après. À sa mort, le duché fit retour à la Couronne. |           |
| Vacance (1544-1566) |            |                                                                                                 |             |                  | |           |
| 28 | Henri Ier  | Henri Ier (19 septembre 1551, Fontainebleau – 1er août 1589, Saint-Cloud) mort à 37 ans         | 1566 - 1574 | Valois-Angoulême | En 1566, pour la seconde et dernière fois, le duché de Bourbon constitua une partie d'un apanage, en l'occurrence celui du duc d'Angoulême, duc d'Orléans et duc d'Anjou puis futur Henri III. À son accession au trône en 1574, le duché fit retour à la Couronne.            |           |

## Maison de Bourbon-Condé
| Rang | Portrait       | Nom                                                                                                | Règne       | Dynastie      | Notes | Armoiries |
| ---- | -------------- | -------------------------------------------------------------------------------------------------- | ----------- | ------------- | --- | --------- |
| 29   | Grand Condé    | Louis III le Grand Condé (8 septembre 1621, Paris – 11 décembre 1686, Fontainebleau) mort à 65 ans | 1661 – 1667 | Bourbon-Condé | Le duché de Bourbon fut octroyé en 1661 au Grand Condé. Son petit-fils Louis IV Henri de Bourbon-Condé (1692-1740), premier ministre de 1723 à 1726, puis son petit-fils Louis VI Henri de Bourbon-Condé (1756-1830), portèrent nommément le titre, à côté de celui de prince de Condé. Le titre de duc de Bourbon était en effet un titre d'attente de celui de Prince de Condé.                                                                      |           |
| 30   |                | Henri II (5 novembre 1667, Paris – 5 juillet 1670, Paris) mort à 2 ans                             | 1667 – 1670 | Bourbon-Condé | Petit-fils du précédent. Il était le fils de Henri-Jules de Bourbon-Condé (1643-1709), premier prince du sang, prince de Condé (1686-1709), titulaire régulier du duché de Bourbon (1686-1709) et fils du Grand Condé. |           |
| 31   | Louis de Condé | Louis IV (18 octobre 1668, Paris – 4 mai 1710, Versailles) mort à 41 ans                           | 1670 – 1709 | Bourbon-Condé | Prince du sang, duc de Bourbon, duc de Montmorency (1668-1689) puis duc d'Enghien (1689-1709), puis 6e prince de Condé (1709-1710), comte de Sancerre, comte de Charolais. N'ayant été prince de Condé que quelques mois, il est connu sous son titre de duc de Bourbon, qu'il porta quasi toute sa vie. Il était appelé à la Cour « monsieur le Duc », ayant perdu le « monsieur le Prince » au profit du premier prince du Sang, le duc de Chartres. |           |
| 32   | Louis de Condé | Louis V (18 août 1692, Versailles – 27 janvier 1740, Chantilly) mort à 47 ans                      | 1709 – 1736 | Bourbon-Condé | Prince du sang, 7e prince de Condé (1710), Grand maître de France, duc de Bourbon, duc d'Enghien et duc de Guise, pair de France, duc de Bellegarde et comte de Sancerre. Fils du précédent. |           |
| 33   | Louis de Condé | Louis VI (9 août 1736, Paris – 13 mai 1818, Chantilly) mort à 81 ans                               | 1736 – 1772 | Bourbon-Condé | Prince du sang, Grand maître de France ; duc de Bourbon, duc d'Enghien puis 8e prince de Condé (1740), comte de Sancerre, comte de Charolais et Gien. Fils du précédent. Émigre en 1789, peu après le 14 juillet. |           |
| 34   | Louis de Condé | Louis VII (13 avril 1756, Paris – 27 août 1830, Saint-Leu) mort à 74 ans                           | 1772 – 1830 | Bourbon-Condé | Il fut le 9e duc d'Enghien (1772-1818), et duc de Bourbon (1772-1818) et enfin, à la mort de son père en 1818, le 9e – et dernier – prince de Condé. Ayant perdu son fils le duc d'Enghien en 1804, le titre régulier de duc de Bourbon s'éteignit avec lui. Il légua sa fortune, et ses châteaux de Chantilly et de Bourbon au jeune Henri d'Orléans (1822-1897), duc d'Aumale.                                                                       |           |

## Titre de courtoisie
La branche d'Espagne des Bourbons a relevé irrégulièrement le titre de « duc de Bourbon » depuis 1950, symbolisant le fait qu'elle est la branche aînée de la famille de Bourbon et de tous les Capétiens.
| Rang | Portrait | Nom | Règne       | Dynastie      | Notes | Armoiries |
| ---- | -------- | --- | ----------- | ------------- | --- | --------- |
| 35   |          | Alphonse de Bourbon Duc de Bourbon Duc de Bourgogne Duc de Cadix Duc d'Anjou (20 avril 1936, Rome – 30 janvier 1989, Beaver Creek) mort à 52 ans | 1950 – 1975 | Bourbon-Anjou | Connu en France sous le titre de courtoisie de duc d'Anjou, il était considéré par les partisans légitimistes d'une restauration de la royauté comme le prince appelé à régner (Alphonse II), en qualité d'héritier des rois de France. En effet, il était l'aîné des descendants mâles par primogéniture d'Hugues Capet. |           |
| 36   |          | François de Bourbon Duc de Bourbon Duc de Bretagne (22 novembre 1972, Madrid – 7 février 1984, Pampelune) mort à 11 ans                          | 1975 – 1984 | Bourbon-Anjou | Meurt après un accident d'automobile. Titré par son père le 3 août 1975, François de Bourbon était alors duc de Bretagne depuis 1973. |           |
| 37   |          | Louis de Bourbon Duc de Bourbon Duc de Touraine Duc d'Anjou (25 avril 1974, Madrid – )                                                           | 1984 – 1989 | Bourbon-Anjou | Titré par son père le 27 septembre 1984 après la mort de son frère aîné, Louis de Bourbon était alors duc de Touraine depuis 1981. Il devient duc d'Anjou à la mort de son père en 1989. |           |